# Dawn Marie
Dawn Marie Psaltis (Rahway, 3 novembre 1970) è un'attrice, modella ed ex wrestler statunitense, nota per i suoi trascorsi nella World Wrestling Entertainment tra il 2002 e il 2005.

## Biografia
Di origini francesi, greche ed italiane, Dawn Marie si laureò alla New York University Stern School of Business all'età di 23 anni e trovò lavoro come Direttore delle Real Estate internazionali presso una società di gestione di beni immobili con sede a Manhattan.
L'incontro con un ex-fidanzato che sognava di giocare a football e che fu ingaggiato dai Chicago Bears segnò l'inizio di una nuova vita per la ragazza: decise di provare ad intraprendere una carriera nello spettacolo, abbandonando la società nella quale lavorava e partecipando a diversi provini come modella o attrice.

## Carriera

### Gli esordi (1995–1998)
Dopo aver posato da modella per Jonathan Gold, un talent-scout ed organizzatore di eventi di wrestling, Dawn scherzosamente disse a Gold che le sarebbe piaciuto fare carriera nel mondo del wrestling. Gold prese questo commento alla lettera e più tardi la contattò, informandola di averla scritturata per uno show di wrestling nel New Jersey. Con qualche trepidazione, Marie andò allo show e fece da manager a Tony Atlas nel suo match contro Jimmy Snuka. Dopo l'evento decise di interrompere la carriera di modella ed iniziò ad apparire in molti show di federazioni indipendenti, accompagnando al ring wrestler come Devon Storm, Buddy Landell, Tom Brandi, Steve Corino, Spanish Angel e lo stesso Jimmy Snuka. Fece il suo debutto nel wrestling professionistico nel gennaio 1995.

### Extreme Championship Wrestling (1998–2001)
Dawn Marie lavorò per quattro anni in federazioni indipendenti del nord degli Stati Uniti, come la Maryland Championship Wrestling e la Mid-Eastern Wrestling Federation. Nel 1998 Jeff Jones le disse che Buh Buh Ray Dudley, allora sotto contratto con la Extreme Championship Wrestling, era interessato a portarla nella compagnia. Alla richiesta ufficiale di Dudley, Marie andò all'ECW Arena di Filadelfia, dove il promoter della federazione Paul Heyman le propose alcune apparizioni all'interno di una storyline con Lance Storm.
Debuttò in ECW il 28 agosto 1998 come manager di Lance Storm, contro Chris Candido e la sua manager, Tammy Lynn Sytch. Heyman fu positivamente impressionato dall'intesa tra Marie e Storm ed offrì alla ragazza un contratto, che lei accettò.
Storm e Marie ebbero un feud con Candido e Sytch per diversi mesi, durante i quali Dawn Marie fu rinominata Tammy Lynn Bytch per prendere in giro Candido e la sua manager. Durante la faida tra Storm e Tommy Dreamer ad inizio 1999, Dawn usò il ring name Dawn Marie Bytch, il quale venne col tempo ridotto a Dawn Marie. In seguito Storm formò un tag team con Justin Credible conosciuto come gli Impact Players e nell'estate 1999 la donna accompagnò entrambi i wrestler, aiutandoli a vincere l'ECW Tag Team Championship per due volte. Continuò a fare da manager a Storm finché quest'ultimo non si trasferì alla World Championship Wrestling nel maggio 2000. Anche a Dawn Marie venne offerto un contratto in WCW, ma lo rifiutò per rimanere insieme al suo fidanzato, il wrestler della ECW Simon Diamond.
Dopo l'addio di Storm all'ECW, divenne commentatrice dei pay-per-view della federazione e dello show televisivo ECW on TNN. Ad agosto iniziò ad accompagnare Steve Corino; la coppia ebbe breve vita, perché Dawn Marie tradì velocemente il partner. Il 3 dicembre 2000 al pay-per-view Massacre on 34th Street annunciò che sarebbe diventata la manager della coppia vincitrice del match tra Simon Diamond e Swinger e Christian York e Joey Matthews. Anche se l'incontro venne vinto da York e Matthews, Dawn Marie scelse di allearsi con Diamond e Swinger. Accompagnò il duo fino al fallimento della federazione nell'aprile 2001.
Dopo il fallimento dell'ECW, ritornò alle federazioni indipendenti, facendo sempre da manager a Simon e Swinger. Il trio fece diverse apparizioni nella neonata X Wrestling Federation nel novembre 2001. Cominciò inoltre a lavorare come trader e ad allenarsi come wrestler sotto Simon Diamond e Mikey Whipwreck.

### World Wrestling Entertainment (2002–2005)
Nell'aprile 2002 firmò un contratto con la World Wrestling Entertainment e combatté il primo match il 14 aprile, battendo Kim Neilson in un house show ad Hattiesburg, Mississippi. Il debutto in uno show televisivo avvenne il 30 maggio a SmackDown! come "assistente legale" di Vince McMahon, con il nome di Dawn Marie.
Ebbe un breve feud con Stacy Keibler per le attenzioni di Vince finché McMahon decise di dare il posto di General Manager di SmackDown! a sua figlia Stephanie e Stacy fu trasferita a Raw.

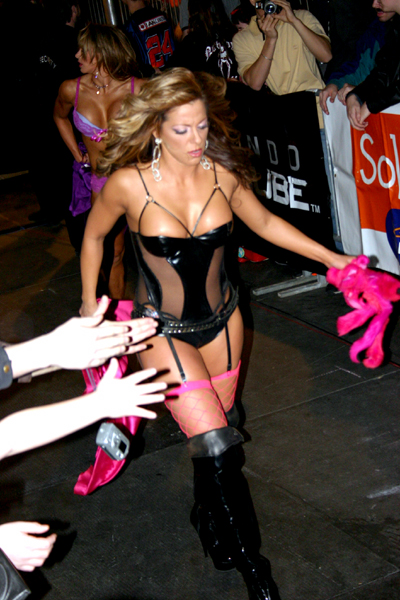
Dawn Marie di ritorno nel backstage

In seguito fu impegnata in un feud con Torrie Wilson nel quale fu incluso anche il padre di quest'ultima, Al Wilson. Dawn iniziò una relazione con l'uomo nonostante la figlia fosse contraria; Torrie, per evitare che suo padre si sposasse con la collega, fu costretta da Dawn Marie ad avere un rapporto lesbo con lei dopo averle rivelato di provare dei sentimenti anche nei suoi confronti. Il video di tale segmento fu mostrato durante l'edizione 2002 di Armageddon: il filmato mostrava Dawn sedurre e baciare con passione Torrie in una camera d'albergo. Tuttavia, i due amanti si sposarono comunque (kayfabe). Dawn Marie usò per un po' il nome Dawn Marie Wilson e ordinò a Torrie di chiamarla "mamma". La storyline proseguì con la morte di Al Wilson in luna di miele e questo portò al primo "Stepmother vs Stepdaughter" (Matrigna contro Figliastra) match al pay-per-view Royal Rumble, nel 2003: Dawn dominò per la maggior parte del match ma Torrie la sorprese mettendo a segno il roll-up vincente.
Tornata al nome Dawn Marie, il 15 aprile 2003, a Norfolk, insieme a Rhyno, Rey Mysterio e Sable, visitò l'"USS Vella Gulf", un incrociatore della marina statunitense. Prese inoltre parte al tour della WWE in Iraq e trascorse la notte in uno dei palazzi di Saddam Hussein.
Nel 2004 iniziò un secondo breve feud con Torrie Wilson; alla base di questa nuova rivalità vi fu la gelosia di Marie per i servizi di Wilson sui periodici Playboy e WWE Divas Magazine. L'allora General Manager di SmackDown!, Kurt Angle, indisse un match per Judgment Day, con la stipulazione che se Torrie avesse perso il match avrebbe interrotto la propria carriera. Wilson vinse la contesa con un backslide.
Dopo un periodo di assenza da SmackDown!, iniziò una faida con Miss Jackie, vantando che lei e il ragazzo di Jackie, Charlie Haas, avessero una liaison. Questo angle culminò con un match tra le due divas ad Armageddon, con Haas come arbitro speciale del match. Dawn Marie vinse il match, ma alla fine Haas confermò la relazione ed interruppe i rapporti con entrambe. Mesi dopo, Dawn Marie ebbe un breve feud con Michelle McCool.
Nel maggio 2005 venne riportato che Dawn Marie fosse incinta. A giugno, la ragazza confermò durante il talk show su internet WWE Byte This! la propria gravidanza, senza indicare quale fosse il nome del padre del bambino (la relazione con Pat "Simon Diamond" Kenney era finita nel 2000). Prima di essere licenziata dalla WWE, il 6 giugno 2005 partecipò al pay-per-view One Night Stand.
Dawn Marie è tuttora coinvolta in una causa con la WWE per il suo licenziamento durante il periodo di gravidanza.

### Circuito indipendente (2005–2012)
Il 5 novembre 2005, Dawn Marie, visibilmente incinta, apparve all'Hardcore Homecoming: November Reign, evento reunion della ECW: durante lo show era in possesso della chiave della gabbia nella quale si stava svolgendo il main-event, uno steel cage match tra Jerry Lynn e P.J. Polaco. L'incontro fu vinto da Polaco dopo che Dawn Marie, Jason e Lance Storm interferirono in suo aiuto.
Negli anni successivi collaborò con diverse federazioni di wrestling indipendenti, tra cui Women Superstars United e Dragon Gate USA.

## Vita privata
Al termine della sua carriera sul ring, iniziò a lavorare nel campo delle vendite immobiliari.

## Carriera da attrice
Dawn Marie recitò nel film indipendente del 1999 The Vampire Carmilla nel ruolo di "Rachel". Apparve anche in uno speciale di MTV per il film Austin Powers - Il controspione e nella pellicola Clerks - Commessi. Partecipò anche al documentario WWE Divas: Desert Heat (2003).

## Personaggio

### Mosse finali
- Corner slingshot splash (2002–2004)
- Sitout facebuster

### Wrestler di cui è stata manager
- Johnny Swinger
- Justin Credible
- Lance Storm
- Simon Diamond

### Musiche d'ingresso
- Neckbone di Powerman 5000 (ECW)
- Phat Props di Eric Klein e Phraze (WWE; 2002–2003)
- Hammer Jammer di Jim Johnston (WWE; 2003–2005)

### Nei videogiochi
Il personaggio di Dawn Marie è selezionabile nei seguenti videogiochi:
- ECW Hardcore Revolution
- ECW Anarchy Rulz
- WWE WrestleMania XIX

## Titoli e riconoscimenti
- Women Superstars Uncensored
  - WSU Hall of Fame (Classe del 2010)
- WrestleCrap
  - Gooker Award (2003) faida con Torrie Wilson